# Progress MS-22
Progress MS-22 (ryska: Прогресс МС-22) eller som NASA kallar den, Progress 83 eller 83P, är en flygning av en rysk obemannad rymdfarkost som ska leverera förnödenheter, syre, vatten och bränsle till Internationella rymdstationen (ISS). Den sköts upp med en Sojuz-2.1a-raket, från Kosmodromen i Bajkonur, den 9 februari 2023. Två dagar senare dockade  den med rymdstationens Zvezda modul.
Farkosten lämnade rymdstationen den 20 augusti 2023 och brann upp i jordens atmosfär några timmar senare.

### Fotnoter
1. ↑  ”NASA Space Science Data Coordinated Archive” (på engelska). NASA. https://nssdc.gsfc.nasa.gov/nmc/spacecraft/display.action?id=2023-018A. Läst 23 mars 2023.
2. 1 2  ”Russian space program in 2023” (på engelska). Anatoly Zak. 22 januari 2023. http://www.russianspaceweb.com/2023.html. Läst 22 januari 2023.